# دوغ سترينج
دوغ سترينج (بالإنجليزية: Doug Strange)‏ هو لاعب كرة قاعدة أمريكي، ولد في 13 أبريل 1964 في غرينفيل في الولايات المتحدة.

## وصلات خارجية
- دوغ سترينج على موقعبيزبول رفرنس.كوم (الدوري الرئيسي) (الإنجليزية)
- دوغ سترينج على موقعبيزبول رفرنس.كوم (الدوري الثانوي) (الإنجليزية)